# 干沙路·比拉達
干沙路·比拉達（西班牙語：Gonzalo Peralta，1980年9月17日—2016年10月7日），一般称作比拉達，生于蒙罗，阿根廷职业足球运动员，曾效力于美國職業足球大聯盟球会華盛頓聯隊。 2016年10月6日，比拉達因白血病在布宜諾斯艾利斯去世，享年36岁。